# Vito Favero
Vito Favero (Sarmede, 21 ottobre 1932 – Sarmede, 16 maggio 2014) è stato un ciclista su strada italiano.
Professionista dal 1956 al 1962, vinse due tappe al Giro d'Italia e arrivò secondo al Tour de France 1958.
Dal 2014, anno della sua morte, è a lui dedicata la D+ Ultracycling Dolomitica.

## Carriera
Nativo di Sarmede, iniziò a pedalare per lavoro: faceva infatti il muratore a Conegliano. All'età di diciannove anni prese parte a una corsa per non tesserati a San Pietro di Feletto, classificandosi secondo. Prima di passare professionista nel 1956 trascorse quindi un anno e mezzo nel corpo degli alpini.
Ha legato il suo nome al Tour de France del 1958, nel quale, partito come gregario di Gastone Nencini nella Nazionale italiana diretta da Alfredo Binda, si classificò sorprendentemente secondo dietro al lussemburghese Charly Gaul, con 3 minuti e 10 secondi di distacco dal vincitore. In quella corsa conquistò la maglia gialla nella tappa pirenaica da Pau a Luchon, la tenne quattro giorni, la perdette e la riconquistò, per poi riperderla definitivamente nella cronometro di Digione del penultimo giorno, vinta proprio da Gaul. Complessivamente vestì il simbolo del primato per sei giorni.
Nel Tour del 1959 vinse la tappa di Namur e poi si ritirò, così come nel 1961. Nel Giro d'Italia si dovette accontentare di due vittorie di tappa: la Pescara-Napoli nel 1957 e la Genova-Torino nel 1959. Completano il suo palmarès il Criterium di Ginevra e il Criterium di Montron, nel 1958, la tappa di Nuoro del Giro di Sardegna nel 1959 e, nello stesso anno, due tappe nella Parigi-Nizza e il Criterium di Nantes, l'ultima sua vittoria.
Indossò la maglia azzurra una sola volta, nel 1958, arrivando quarto nel Campionato del mondo su strada di Reims vinto da Ercole Baldini. In quell'occasione condivise la camera con Fausto Coppi, all'ultima partecipazione alla prova iridata. Abbandonò l'attività agonistica nel 1962.
Nel 2012, in occasione del suo ottantesimo compleanno, gli è stato dedicato il documentario Vito Favero - Il gregario in maglia gialla, di Domenico Iannacone e Igor Francescato, che ripercorre la vita e i successi del ciclista veneto attraverso un'intervista realizzata nell'ottobre 2012. Il film, di 70 minuti, contiene immagini inedite tratte dal repertorio RAI con testimonianze di Fausto Coppi, Gino Bartali, Fiorenzo Magni, Ercole Baldini, Gastone Nencini, Charly Gaul e altri campioni. Il documentario è stato presentato al pubblico il 25 novembre 2012 presso il teatro sociale di Sarmede.

## Palmarès
- 1952 (dilettanti)

Giro del Belvedere
- 1957 (Bottecchia, una vittoria)

8ª tappa Giro d'Italia (Pescara > Napoli)
- 1959 (Atala, cinque vittorie)

5ª tappa Giro di Sardegna (Cagliari > Nuoro)
2ª tappa Parigi-Nizza-Roma (Gien > Moulins)
5ª tappa, 2ª semitappa Parigi-Nizza-Roma (Vergèze > Manosque)
18ª tappa Giro d'Italia (Genova > Torino)
2ª tappa Tour de France (Metz > Namur)

### Altri successi
- 1954 (dilettanti)

Circuito di Sant'Urbano
- 1959 (Atala)

Criterium di Nantua

## Piazzamenti

### Grandi Giri
- Giro d'Italia

1957: 22º
1958: 35º
1959: 20º
1960: ritirato
1961: ritirato
1962: ritirato
- Tour de France

1958: 2º
1959: ritirato (11ª tappa)
1961: ritirato (8ª tappa)

### Classiche monumento
- Milano-Sanremo

1957: 66º
1959: 6º
1960: 85º
1961: ?
1962: 55º
- Giro di Lombardia

1956: 37º
1957: 11º
1958: 62º
1960: 21º

### Competizioni mondiali
- Campionati del mondo

Reims 1958 - In linea: 4º